# Episodi di The Night Manager
Le sei puntate della prima stagione della serie televisiva The Night Manager sono state trasmesse nel Regno Unito sul canale BBC One dal 21 febbraio al 27 marzo 2016.
In Italia sono andate in onda in prima visione sul canale satellitare Sky Atlantic dal 20 aprile al 18 maggio 2016.
| nº | Titolo originale | Titolo italiano | Prima TV UK      | Prima TV Italia |
| -- | ---------------- | --------------- | ---------------- | --------------- |
| 1  | Episode 1        | 1ª parte        | 21 febbraio 2016 | 20 aprile 2016  |
| 2  | Episode 2        | 2ª parte        | 28 febbraio 2016 | 27 aprile 2016  |
| 3  | Episode 3        | 3ª parte        | 6 marzo 2016     | 4 maggio 2016   |
| 4  | Episode 4        | 4ª parte        | 13 marzo 2016    | 11 maggio 2016  |
| 5  | Episode 5        | 5ª parte        | 20 marzo 2016    | 18 maggio 2016  |
| 6  | Episode 6        | 6ª parte        | 27 marzo 2016    | 18 maggio 2016  |

## 1ª parte
- Diretta da: Susanne Bier
- Scritta da: David Farr

### Trama
Durante la Rivoluzione egiziana del 2011, Jonathan Pine lavora come direttore notturno del Nefertiti Hotel al Cairo, in Egitto. Un giorno viene avvicinato da Sophie Alekan, l'amante del playboy Freddie Hamid la cui ricca famiglia è molto influente al Cairo. Sophie consegna a Jonathan una busta di documenti riservati che desidera copiare; all'interno c'è un elenco di armi e prodotti chimici di guerra e una corrispondenza tra le società di Hamid e l'Ironlast Limited. La donna gli chiede di tenerlo al sicuro e di consegnare i documenti ai suoi contatti se le dovesse succedere qualcosa, ma Jonathan decide che le informazioni sono troppo importanti per essere tenute e passa i documenti all'International Enforcement Agency a Londra, in Inghilterra. L'informazione arriva all'agente dell'intelligence Angela Burr, che ha lavorato per molti anni cercando di abbattere Richard Roper, magnate gestore di un traffico d'armi illegali in affari con gli Hamid. Tuttavia, l'informazione viene in qualche modo trapelata a Roper che rompe l'accordo con gli Hamid. Quando Sophie si ripresenta a Jonathan, è stata visibilmente picchiata a causa dei sospetti della famiglia del suo amante sul fatto che fosse la ragione dell'accordo fallito. Pine la porta in una casa sicura, dove i due trascorrono assieme del tempo innamorandosi e condividendo un rapporto. Jonathan quindi parla con il suo contatto riguardo al documento trapelato per chiedergli di far ottenere a Sophie asilo in Inghilterra, avendo fornito i documenti importanti alle autorità. Gli viene però spiegato che gli Hamid hanno numerosi investimenti e amici in Inghilterra, quindi gli raccomandano di rimandare Sophie dagli Hamid facendo finta di non sapere nulla. Sophie è sconvolta dal suggerimento e ritorna in hotel comportandosi in modo freddo e distante verso Jonathan. Poco dopo, Angela Burr scopre chi ha fornito i documenti all'Inghilterra e, scoperto che Sophie è in pericolo, contatta frettolosamente Jonathan per farla portare in salvo. Jonathan si precipita nella sua stanza, ma scopre in lacrime che la donna è stata uccisa. Inutile è la chiamata alla polizia, dato che gli ufficiali non intendono indagare sugli Hamid o Roper.
Quattro anni dopo Jonathan Pine è direttore notturno del Meisters Hotel di Zermatt, in Svizzera e, con suo grande sconvolgimento, si trova ad occuparsi di Richard Roper e la sua entourage. Successivamente contatta Angela Burr e le fornisce tutte le informazioni che è riuscito a ottenere durante il soggiorno di Roper, affermando di non voler avere più nulla a che fare con tutto questo. Burr invece, vedendo un'opportunità per abbattere finalmente Roper, vuole che Pine la aiuti nelle sue indagini. Quando Jonathan si oppone, Angela riesce a convincerlo ricordandogli i suoi servizi durante la guerra in Iraq, i danni che potrebbero causare le armi chimiche venduta da Roper e la morte di Sophie.

## 2ª parte
- Diretta da: Susanne Bier
- Scritta da: David Farr

### Trama
Angela fornisce a Jonathan due nuove identità: Jack Linden e, successivamente, Thomas Quince. Come Linden Jonathan trascorre del tempo nel Devon, in Inghilterra, stabilendo una violenta identità di copertura. Più tardi Angela lo manda in Spagna, dove Roper sta avendo un incontro con i suoi partner in relazione a un accordo sulle armi, in modo da infiltrare Jonathan nell'organizzazione del magnate: a Maiorca viene inscenato il rapimento in scena di Daniel, giovane figlio di Roper, durante un festaggiamento in un ristorante sul mare. Jonathan, ora con l'identità di Quince, in veste di chef del ristorante "libera" Daniel affrontando e combattendo gli aggressori, che sono agenti sotto copertura. Durante lo scontro Quince frattura una delle braccia dell'agente in incognito in più punti "per farlo sembrare reale", venendo picchiato violentemente e ridotto in fin di vita come rappresentaglia. Nonostante Roper sia grato a Quince per il salvataggio, lo riconosce come il "Jonathan Pine della Svizzera" e resta scettico sulla sua presenza lì. Decide comunque di portarlo nella propria villa per curarlo; Corky, lo scagnozzo di Roper, affronta Jonathan a proposito del suo passato criminale e delle sue molteplici identità, mentre Roper intende scoprire chi sia davvero Pine. A Londra, Angela lavora per mantenere segreta l'operazione "Limpet" (quella dell'infiltrazione di Jonathan) dalla "River House" (MI6), che crede che vorrà interromperla se ne venisse a conoscenza.

## 3ª parte
- Diretta da: Susanne Bier
- Scritta da: David Farr

### Trama
Roper interroga Jonathan sul suo passato criminale e Jonathan gli racconta la propria storia, di cui Roper ha un dossier. Afferma poi che intende andarsene, ma Roper gli dice che la sua copertura da Quince è saltata e che dovrà restare per crearsene un'altra. Qualche tempo dopo, a Madrid, l'avvocato di Roper Juan "Apo" Apostol ospita una festa di compleanno per sua figlia Elena, alla quale partecipano Roper e il suo entourage, durante la quale Elena viene trovata impiccata; Angela, che si trova a sua volta in città, cerca di guadagnarsi la fiducia di Apo mentre è in lutto. Più tardi, con Daniel, Jonathan viene a conoscenza dello studio segreto di Roper e della sua chiave nascosta. Daniel rivela anche che un test di allarme viene eseguito una volta al giorno per tenere sicura la stanza. Jonathan trova la chiave e, durante la prova nello studio, fotografa i documenti su Tradepass, la compagnia di macchine agricole di Roper che fa da facciata per il traffico d'armi. Il giorno successivo, Roper presenta a Jonathan un passaporto con il nome di Andrew Birch, ma in cambio dovrà fare qualcosa per lui, ovvero l'ex lavoro di controllo di Tradepass di Corky, e Jonathan accetta. A Londra i membri della River House tentano di prendere il controllo dell'operazione Limpet dal collega di Angela, Rex Mayhew, che resiste anche quando cercano di corromperlo. Più tardi, un altro membro corrotto della River House incontra Roper a Monaco e gli rivela l'esistenza dell'operazione Limpet, sebbene non sia a conoscenza del ruolo di Jonathan in essa.

## 4ª parte
- Diretta da: Susanne Bier
- Scritta da: David Farr

### Trama
Roper fornisce a Jonathan i dettagli della sua identità di Andrew Birch e il suo piano per presentarlo ai sostenitori finanziari disponibili di Tradepass. Aggiunge anche che gli investitori non sapranno da dove provengono i soldi, poiché la società sarà registrata a Cipro e Ginevra. All'IEA, Angela produce dei documenti Tradepass e spiega che Roper paga i suoi investitori del 20 percento di profitto per sostenere Tradepass, ma vende le sue armi acquistate per il doppio dei soldi. Particolare attenzione viene data a due nomi, Halo e Felix: Burr in seguito apprende che Halo è Dromgoole, che falsifica i documenti del Ministero della Difesa, mentre Felix è Barbara Vandon, un agente della CIA che assiste nella falsificazione. Dromgoole sospetta che Apo abbia fatto trapelare i documenti Tradepass; l'uomo viene successivamente trovato assassinato. Nel frattempo, Jonathan ha stretto un legame con Jed, l'amante di Roper, tanto che i due hanno un rapporto sessuale, mentre Corky sospetta di loro. Jed telefona a Pine in hotel chiamandolo con il suo vero nome, quindi lui raggiunge subito Angela che intende tirarlo fuori a causa del rischio corso. Jonathan le racconta di una spedizione di casse di armi a Istanbul che potrebbe equivalere all'inizio di una guerra e che lui intende fermare prima che sia troppo tardi. Quando Angela si rifiuta di ascoltarlo, Pine dice a Roper che sono sorvegliati, quindi la squadra fugge frettolosamente dall'albergo.

## 5ª parte
- Diretta da: Susanne Bier
- Scritta da: David Farr

### Trama
Durante il volo in Turchia, Roper dice a Jonathan di sapere che Angela ha ottenuto i documenti Tradepass, compresi quelli con le note scritte da Apo, motivo per cui è stato ucciso. Roper aggiunge che sa che solo altre quattro persone, incluso Jonathan, potrebbero aver fatto trapelare il documento. Arrivati in un complesso chiamato Haven, dei mercenari si preparano a mostrare le loro armi a Roper; quest'ultimo assiste alle prove su una collina, dove getti di napalm sono scagliati su un villaggio abbandonato. Jonathan prende nota dei camion dei convogli mascherati da camion di soccorso mentre escono dal complesso, per poi trasmetterli ad Angela. A Londra, Dromgoole contatta Angela per chiederle dove ha preso i documenti che ha preso ad Apo e lei gli chiede del suo coinvogimento con Roper. Dromgoole la avverte di non intromettersi, affermando che sa che qualcuno è nelle file di Roper come infiltrato. Jonathan sgattaiola fuori dal complesso per consegnare i suoi appunti ad Angela ma viene catturato da Corky al suo ritorno. I due hanno uno scontro nel quale Pine uccide l'avversario per autodifesa; Roper viene poi informato che Corky è stato assassinato in una colluttazione fuori dal recinto. Angela riesce a richiedere un'azione militare USA contro i camion di Roper al confine siriano ma, durante l'ispezione, si scopre che i veicoli contengono solo attrezzature agricole. Roper assiste alla scena con la sua squadra via satellite, compiaciuto per il successo della sua azione. Tornano quindi tutti al Cairo, dove Roper contatta Freddie Hamid. A Londra Angela rientra a casa e trova il posto saccheggiato e suo marito ferito dagli intrusi.

## 6ª parte
- Diretta da: Susanne Bier
- Scritta da: David Farr

### Trama
A Londra, a seguito del raid fallito al confine siriano, il Ministero inizia a sciogliere l'ufficio dell'AIE. In Egitto, la squadra di Tradepass incontra Hamid, che Jonathan nega di conoscere, e sigla un accordo per la spedizione di armi. Nel frattempo, Angela arriva al Cairo dopo aver ricevuto una soffiata da Jonathan. Jed riesce a ottenere il codice della cassaforte di Roper per Jonathan che consegna ad Angela, la quale ruba una busta contenente un certificato di registrazione del proprietario in Tradepass Holdings. In un casinò, Jonathan fa ubriacare Hamid e lo accompagna a casa, dove gli chiede della morte di Sophie. Lui rivela che Roper l'ha uccisa perché si è rifiutata di dirgli chi l'ha aiutata, dopodiché Jonathan lo uccide per vendicare la morte della donna. Usando il certificato, Jonathan si intrufola in una squadra per indagare sul carico di armi e armarli con esplosivi, prima di restituire la busta a Jed. Mentre la sostituisce viene sorpresa da Roper che inizia a farla torturare per ottenere informazioni e scopre che Jonathan è la spia. Nel frattempo, Jonathan trasferisce $ 300 milioni dal conto Tradepass. Angela salva Jed dalle torture dalla guardia del corpo di Roper, mentre Roper e Jonathan incontrano i compratori egiziani. Roper minaccia Jonathan ordinandogli di dare una prestazione eccellente con gli investitori o Jed morirà. Pine fa esplodere i camion e fa in modo che Roper lo porti a Jed in cambio del denaro che gli ha rubato senza cui non può restituire i soldi ai compratori. All'hotel Angela affronta Roper, che tenta di telefonare a Dromgoole per richiamarla, solo per non ricevere risposta dato che la squadra di Angela, armata del certificato come prova del suo coinvolgimento con Roper, lo ha ricattato per imporlo al silenzio. Roper viene arrestato dalla polizia locale, senza dimostrare preoccupazione in quanto convinto che uscirà molto presto grazie alla sua influenza, ma il furgone della polizia che lo trasporta viene sequestrato dai compratori il cui denaro non è stato restituito, che lo rapiscono con i suoi uomini probabilmente per ucciderlo.
Successivamente, Jed progetta di tornare in America per rivedere suo figlio e Jonathan promette di venire a trovarla. Nella scena finale la guarda allontanarsi, in taxi, dal Nefertiti Hotel.